# Крабтри (Пенсилванија)
Крабтри (енгл. Crabtree) насељено је место без административног статуса у америчкој савезној држави Пенсилванија.

## Демографија
По попису из 2010. године број становника је 277, што је 43 (-13,4%) становника мање него 2000. године.
| Група             | 2000.       | 2010.       |
| Белци             | 317 (99,1%) | 272 (98,2%) |
| Афроамериканци    | 3 (0,9%)    | 1 (0,4%)    |
| Азијати           | 0 (0,0%)    | 1 (0,4%)    |
| Хиспаноамериканци | 0 (0,0%)    | 1 (0,4%)    |
| Укупно            | 320         | 277         |